# ویاچسلاو کاراوایف
ویاچسلاو کاراوایف (روسی: Вячеслав Сергеевич Караваев؛ زادهٔ ۲۰ مهٔ ۱۹۹۵) بازیکن فوتبال اهل روسیه است.
از باشگاه‌هایی که در آن بازی کرده‌است می‌توان به باشگاه فوتبال باومیت یابلونتس، باشگاه فوتبال دوکلا پراگ، و باشگاه فوتبال زسکا مسکو اشاره کرد.
وی همچنین در تیم‌های ملی فوتبال زیر ۲۱ سال روسیه، و روسیه بازی کرده‌است.